# Real Hospital de Mineros de San Rafael
El Real Hospital de Mineros de San Rafael es un edificio de la localidad española de Almadén, en la provincia de Ciudad Real. Cuenta con el estatus de bien de interés cultural desde el año 1992. En la actualidad sus instalaciones acogen la sede del Archivo Histórico de las Minas de Almadén y Arrayanes.

## Historia
El edificio fue construido durante la segunda mitad del siglo XVIII, concretamente entre los años 1765 y 1773. Se levantó con el fin de atender a los operarios que trabajaban en las minas de Almadén. Está considerado como uno de los primeros hospitales españoles que contó con una estructura asistencial de tipo profesional. A comienzos de la década de 2000 el antiguo hospital fue rehabilitado mediante un convenio entre la fundación Almadén-Francisco Javier Villegas y la entidad Caja Madrid, con el fin de poner en valor el recinto y acoger la sede del Archivo Histórico de las Minas de Almadén.

## Descripción
El inmueble se encuentra en la localidad ciudadrealeña de Almadén, en Castilla-La Mancha. Se ubica en la plaza de Teodomiro Sánchez Tirado, n.º 1.

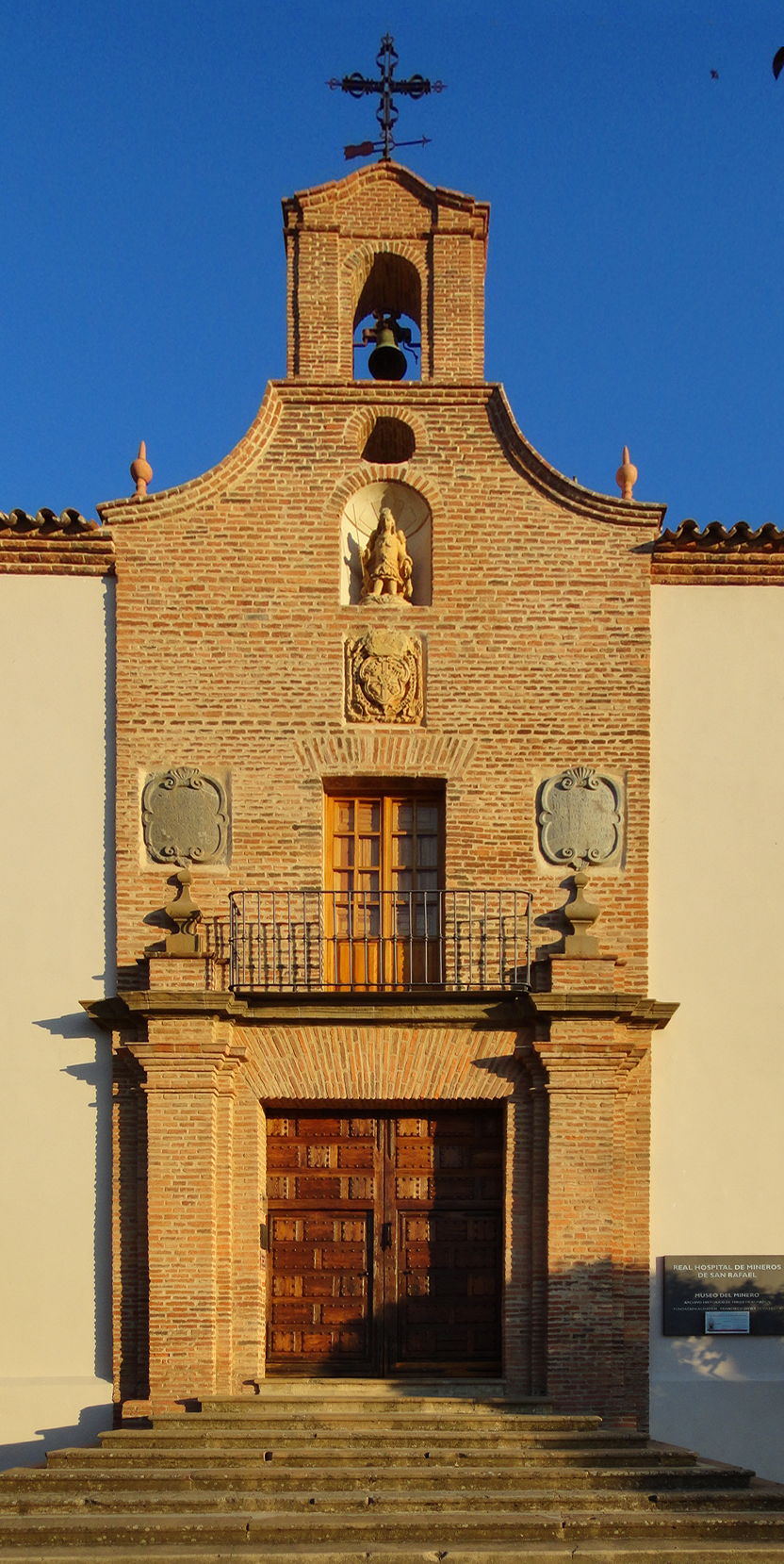
Portada principal

Se trata de un edificio en forma de L, con un patio interior, al que se ha adosado posteriormente otro con la misma forma. El edificio primitivo era de piedra revocada, excepto algunas partes de ladrillo, lleva a lo largo de su fachada un zócalo. Las cubiertas son de teja curva. La fachada principal está compuesta por una portada y tres cuerpos de dos pisos y un sótano situados a ambos lados de ella. Realmente al edificio primitivo sólo corresponden dos de ellos. La portada principal es de ladrillo y consta de dos cuerpos; rematada por una espadaña, en el umbral de la puerta se sitúan unas gradas. En el cuerpo inferior se sitúa un vano rectangular enmarcado por pilastras y contrapilastras con molduras en lugar de capiteles. El dintel se halla adovelado y en su centro se sitúa una placa en la que se lee la inscripción "hospital de mineros". Este cuerpo queda coronado por una cornisa. Encima de ésta se sitúa el segundo, enmarcado por pináculos sobre los que se encuentran unos medallones y en cuyo interior se leen las fechas de comienzo y terminación de las obras (1765-1773). En el centro del citado cuerpo se halla un cuerpo rectangular con balcón, sobre este vano y en el centro se sitúa una lápida en la que se esculpieron dos martillos de mineros cruzados. Encima de ella se encuentra el escudo real y más arriba existe una hornacina en cuyo interior se encuentra la imagen de san Rafael. Hacia arriba se encuentra un vano circular y sobre él un frontón mixtilíneo con acróteras. Una espadaña en la que se aloja una campana y una cruz de hierro coronan la portada.
A ambos lados de la portada se hallan tres cuerpos, uno en uno de sus lados y los otros dos en el otro. En los dos cuerpos primitivos del hospital se hallan dos pisos: el primero con ventanas rectangulares cerradas por rejas y el segundo formado por balcones sustentados por ménsulas de perfil escalonado. Estos cuerpos se rematan por un alero. A cada lado de la portada hay un hueco de ventilación de cubierta. El cuerpo adosado a uno de los descritos se encuentra a menor altura y tiene dos pisos con ventanas rectangulares. La fachada posterior tiene forma de L. El lado mayor de la misma está compuesto por tres cuerpos, siendo menor el central de ladrillo visto. A uno de los lados del cuerpo central se sitúa otro formado por dos pisos con huecos de distintas dimensiones.
El cuerpo central está constituido por un alto basamento sobre el que se sitúan tres arcos carpaneles (el central de mayor tamaño), que descansan en columnas de ladrillo circular aplanillado con capitel, y cuyos vanos quedan cerrados por vidrieras. Este cuerpo queda rematado por un antepecho. A su lado se sitúa el cuerpo que forma el lado mayor de la fachada. Tiene dos pisos. El inferior está constituido por varios arcos, siendo los dos laterales de medio punto y el resto carpaneles que descansan en pilares cuadrados. Estos arcos dan paso a un porche cubierto. En el piso superior de este cuerpo existe una terraza con barandilla de hierro, dividida en seis tramos separados por pilares de ladrillo, que se corresponden con los pilares de la planta baja. En la parte correspondiente al muro, en la salida a la terraza, existen dos columnas con basa y capitel sobre las que se sitúan unas zapatas de madera. La comunicación con el interior se hace a través de una cristalera.
El cuerpo menor que forma la L del espacio descrito tiene dos pisos con grandes ventanales. Todo este espacio se halla dentro de un patio ajardinado, en el cual se encuentran una escalinata central en forma de trapecio y otra lateral, a través de las cuales se accede a una terraza con barandilla de hierro, dividida en diversos tramos separados por pilares de ladrillo.
La disposición del interior del hospital es la siguiente: el brazo más largo de la L se organiza a base de un pasillo central y a ambos lados del mismo una serie de dependencias, parte de las cuales dan al patio ya descrito. A través de una escalera se accede al piso superior que, igualmente, se organiza en un pasillo al que se abren unas dependencias entre las que se encuentran las alas de los enfermos, el arco que da paso a ellas es rebajado y abocinado, descansando en semicolumnas. Los techos son planos, observándose en el pasillo viguetas de madera y revoltón de yeso.

## Estatus patrimonial
El 23 de junio de 1992 el inmueble fue declarado Bien de Interés Cultural mediante un decreto publicado el 8 de julio de ese mismo año en el Diario Oficial de Castilla-La Mancha, con la rúbrica del presidente de la comunidad autónoma, José Bono, y el consejero de Educación y Cultura, Juan Sisinio Pérez Garzón.